# Morten Lange
Morten Lange (ur. 24 listopada 1919, zm. 10 listopada 2003) – duński mykolog i polityk.

## Życiorys i praca naukowa
Był synem mykologa Jakoba E. Lange. W latach 1958–1989 był profesorem botaniki na Uniwersytecie Kopenhaskim, a w latach 1976–1979 prorektorem tego uniwersytetu. Na początku swojej kariery ugruntował swoją pozycję w mykologii arktycznej, rozpoczynając od swojej pierwszej wyprawy na Grenlandię w 1946 roku. Jego badania nad kojarzeniem i międzysterylnością u podstawczaków mają obecnie charakter klasyczny. Później ograniczył swoje badania naukowe, więcej czasu musiał bowiem poświęcić obowiązkom administracyjnym i politycznym. Niemniej jednak jest autorem wielu popularnych książek o grzybach, które zostały przetłumaczone na kilka języków. Był pierwszym członkiem Komunistycznej Partii Danii, ale w latach pięćdziesiątych popadł w otwarty konflikt z władzami partii i w 1959 r. był współzałożycielem Socjalistycznej Partii Ludowej. W latach 1960–1976 z ramienia tej partii był członkiem duńskiego parlamentu (Folketinget). Jako przewodniczący Państwowej Rady Energetycznej (1976–1987) był publicznym zwolennikiem energetyki jądrowej.
W nazwach naukowych utworzonych przez niego taksonów dodawane jest jego nazwisko M. Lange.